# Eva Røine
Eva Røine, född 11 december 1928 i Mysen, är en norsk psykolog, författare, journalist, skådespelare och Miss Norge 1952.
Røine var den första Miss Norge och deltog i Miss World i USA 1952. Åren 1952–1955 var hon engagerad vid Folketeatret och gjorde 1952 sin enda filmroll när hon spelade titelrollen i Trine!. Hon arbetade 1955–1959 som journalist på Dagbladet. Från 1963 till 1968 var hon pressekreterare vid Nationaltheatret. Därefter utbildade hon sig till klinisk psykolog. Hon var med och startade Norsk Psykodramainstitutt.
Hon är dotter till tändläkaren Thorbjørn Sverre Røine (1896–1962) och Sigrid Bergliot Lund (1894–1962). Hon var gift med fotbollsspelaren och journalisten Jørgen Juve (1906–1983) i dennes andra äktenskap.

## Filmografi
- 1952 – Trine!